# Emsland
Emsland é um distrito (Kreis ou Landkreis) da Alemanha localizado no estado de Baixa Saxônia.

## Cidades e municípios
(Populações em 2005)
| Cidades: 1. Haren (22.754) 2. Haselünne (12.549) 3. Lingen (51.318) 4. Meppen (34.196) 5. Papenburg (34.519) Municípios (livres): 1. Emsbüren (9.749) 2. Geeste (11.279) 3. Rhede (4.228) 4. Salzbergen (7.436) 5. Twist (9.640) Samtgemeinden: 1. Dörpen (15.446) 2. Freren (10.834) 3. Herzlake (9.821) 4. Lathen (10.815) 5. Lengerich (9.083) 6. Nordhümmling (12.149) 7. Sögel (15.484) 8. Spelle (12.653) 9. Werlte (15.660) |

| Dörpen 1. Dersum 2. Dörpen1 3. Heede 4. Kluse 5. Lehe 6. Neubörger 7. Neulehe 8. Walchum 9. Wippingen Freren 1. Andervenne 2. Beesten 3. Freren1, 2 4. Messingen 5. Thuine Herzlake 1. Dohren 2. Herzlake1 3. Lähden | Lathen 1. Fresenburg 2. Lathen1 3. Niederlangen 4. Oberlangen 5. Renkenberge 6. Sustrum Lengerich 1. Bawinkel 2. Gersten 3. Handrup 4. Langen 5. Lengerich1 6. Wettrup Nordhümmling 1. Bockhorst 2. Breddenberg 3. Esterwegen1 4. Hilkenbrook 5. Surwold | Sögel 1. Börger 2. Groß Berßen 3. Hüven 4. Klein Berßen 5. Sögel1 6. Spahnharrenstätte 7. Stavern 8. Werpeloh Spelle 1. Lünne 2. Schapen 3. Spelle1 Werlte 1. Lahn 2. Lorup 3. Rastdorf 4. Vrees 5. Werlte1 |
| 1sede do Samtgemeinde; 2cidade | | |